# Bulunskij ulus
Il Bulunskij ulus è un ulus (distretto) della Repubblica Autonoma della Jacuzia-Sacha, nella Russia siberiana orientale; il capoluogo è l'insediamento di Tiksi. Confina con gli ulus Verchojanskij e Ust'-Janskij ad oriente, Žiganskij ed Ėveno-Bytantajskij a sud, Anabarskij e Olenëkskij ad occidente.
Si estende nella sezione settentrionale della Repubblica, in corrispondenza delle foci dei due grandi fiumi Olenëk e Lena, con una lunga linea di costa sul mare di Laptev. Fanno parte dell'ulus l'arcipelago delle isole della Nuova Siberia e le isole del Golfo di Olenëk. Il territorio è prevalentemente pianeggiante e coperto dalla tundra artica.
Il capoluogo, e maggiore centro abitato, è l'insediamento di Tiksi; un altro centro urbano di qualche rilevanza è Kjusjur.